# Mycetophila ishiharai
Mycetophila ishiharai är en tvåvingeart som beskrevs av Mitsuhiro Sasakawa 1994. Mycetophila ishiharai ingår i släktet Mycetophila och familjen svampmyggor. Inga underarter finns listade i Catalogue of Life.